# Щ-123
«Щ-123» — советская дизель-электрическая торпедная подводная лодка времён Второй мировой войны, принадлежит к серии V-бис-2 проекта Щ — «Щука». При постройке лодка получила имя «Угорь».

## История корабля
Лодка была заложена 22 декабря 1933 года на заводе № 194 «им. А. Марти» в Ленинграде, в 1934 году доставлена в разобранном виде на завод № 202 «Дальзавод» во Владивостоке для сборки и достройки, спущена на воду 26 августа 1934 года, 30 апреля 1935 года вступила в строй и вошла в состав 6-го дивизиона подводных лодок 3-й Морской Бригады Морских Сил Дальнего Востока.

### Служба
- 27 апреля — 1 июля 1936 года совершила длительный поход, существенно перекрывший автономность лодки, весь экипаж был награждён орденами.
- В годы Второй мировой войны между 9 августа и 3 сентября 1945 года совершила один боевой поход, патрулировала позицию № 3, к югу от Владивостока, 19 августа была атакована японской субмариной с дистанции 4-5 кабельтовых. Атака была вовремя обнаружена по пузырю воздуха из торпедных аппаратов, экстренным погружением и циркуляцией лодка уклонилась от торпед. Больше встреч с противником не было.
- С сентября 1945 года несла службу на советской военно-морской базе в Порт-Артуре в составе 11-го дивизиона 4-й бригады ПЛ
- 10 июня 1949 года переименована в «С-123».
- В 1952—1953 годах использовалась для подготовки китайских экипажей.
- 26 июня 1954 года разоружена, выведена из состава флота для демонтажа оборудования и разделки на металл.
- 1 октября 1954 года расформирована.
- По информации из зарубежных источников после передачи Порт-Артура Китаю «С-123» вошла в строй ВМС КНР под номером 303. Дальнейшая судьба корабля неизвестна.

## Командиры лодки
- апрель 1935 — декабрь 1937 — И. М. Зайдуллин
- январь 1938 — август 1938 — Н. И. Цирульников
- февраль — ноябрь 1938 — временный и/о В. Я. Власов
- март 1940 — апрель 1943 — П. И. Бочаров
- … — 9 августа 1945 — 3 сентября 1945 — … — Б. М. Михайлов
- … — 1947 — … — И. Г. Губанов